# 那不勒斯和西西里的路易莎公主
路易莎（英語：Luisa，1773年7月27日—1802年9月19日）是托斯卡纳大公国的大公夫人和那不勒斯王国公主。她的丈夫是托斯卡纳大公費迪南多三世。
路易莎的父母是那不勒斯和西西里国王费迪南多一世和奧地利的瑪麗亞·卡羅琳娜。她的姐姐瑪麗亞·特蕾莎是神圣罗马帝国皇后。
1790年，路易莎和表哥費迪南多三世结婚。1801年，她的丈夫失去領地，一家流亡到维也纳。一年后，她因难产而逝世。